# Saint-Pierre (Marne)
Saint-Pierre és un municipi francès, situat al departament del Marne i a la regió del Gran Est. L'any 2007 tenia 282 habitants.

## Demografia

### Població
El 2007 la població de fet de Saint-Pierre era de 282 persones. Hi havia 94 famílies, de les quals 16 eren unipersonals (8 homes vivint sols i 8 dones vivint soles), 31 parelles sense fills, 39 parelles amb fills i 8 famílies monoparentals amb fills.
La població ha evolucionat segons el següent gràfic:
Habitants censats

### Habitatges
El 2007 hi havia 111 habitatges, 104 eren l'habitatge principal de la família, 2 eren segones residències i 5 estaven desocupats. Tots els 111 habitatges eren cases. Dels 104 habitatges principals, 83 estaven ocupats pels seus propietaris i 21 estaven llogats i ocupats pels llogaters; 1 tenia dues cambres, 4 en tenien tres, 18 en tenien quatre i 81 en tenien cinc o més. 97 habitatges disposaven pel capbaix d'una plaça de pàrquing. A 29 habitatges hi havia un automòbil i a 69 n'hi havia dos o més.

### Piràmide de població
La piràmide de població per edats i sexe el 2009 era:
| Homes | Edats   | Dones |
| ----- | ------- | ----- |
| 0     | 95 o +  | 0     |
| 0     | 90 a 94 | 0     |
| 0     | 85 a 89 | 4     |
| 0     | 80 a 84 | 0     |
| 0     | 75 a 79 | 8     |
| 8     | 70 a 74 | 0     |
| 0     | 65 a 69 | 8     |
| 4     | 60 a 64 | 8     |
| 12    | 55 a 59 | 0     |
| 8     | 50 a 54 | 16    |
| 16    | 45 a 49 | 16    |
| 8     | 40 a 44 | 4     |
| 12    | 35 a 39 | 4     |
| 8     | 30 a 34 | 8     |
| 4     | 25 a 29 | 8     |
| 8     | 20 a 24 | 4     |
| 12    | 15 a 19 | 8     |
| 0     | 10 a 14 | 4     |
| 4     | 5 a 9   | 4     |
| 0     | 0 a 4   | 8     |

## Economia
El 2007 la població en edat de treballar era de 178 persones, 135 eren actives i 43 eren inactives. De les 135 persones actives 133 estaven ocupades (69 homes i 64 dones) i 2 estaven aturades (2 homes). De les 43 persones inactives 20 estaven jubilades, 14 estaven estudiant i 9 estaven classificades com a «altres inactius».

### Ingressos
El 2009 a Saint-Pierre hi havia 108 unitats fiscals que integraven 299,5 persones, la mediana anual d'ingressos fiscals per persona era de 23.333 €.

### Activitats econòmiques
Dels 9 establiments que hi havia el 2007, 3 eren d'empreses alimentàries, 1 d'una empresa de fabricació de material elèctric, 2 d'empreses de fabricació d'altres productes industrials, 1 d'una empresa de comerç i reparació d'automòbils, 1 d'una empresa de serveis i 1 d'una empresa classificada com a «altres activitats de serveis».
L'únic servei als particulars que hi havia el 2009 era un taller de reparació d'automòbils i de material agrícola.
Els 3 establiments comercials que hi havia el 2009 eren fleques.
L'any 2000 a Saint-Pierre hi havia 15 explotacions agrícoles que ocupaven un total de 1.272 hectàrees.

## Poblacions més properes
El següent diagrama mostra les poblacions més properes.